# 西宮市立高木小学校
西宮市立高木小学校（にしのみやしりつ たかぎしょうがっこう）は、兵庫県西宮市高木西町にある公立小学校。
2022年（令和4年）4月7日現在の児童数は710名。特に震災後は校区内で分譲マンションの供給が相次いだことで児童数が慢性的に1000人を超え、教室不足を招いたため、2016年、西宮市薬師町7-5（SMBC社宅跡地）に新たに高木北小学校を開校させ校区の一部（後述）を分離した。

## 沿革
- 1941年（昭和16年）4月1日 - 高木国民学校開校。
- 1947年（昭和22年）4月1日 - 西宮市立高木小学校と改称。
- 1951年（昭和26年）3月14日 - 校歌制定。
- 1955年（昭和30年）9月1日 - 西宮市立広田小学校開校に伴い、校区を変更。
- 1973年（昭和48年）4月1日 - 西宮市立樋ノ口小学校開校に伴い、校区を変更。
- 1983年（昭和58年）4月1日 - 西宮市立深津小学校・西宮市立深津中学校開校に伴い、校区を変更（高松町を分離）。
- 1995年（平成7年）1月17日 - 阪神・淡路大震災発生、児童5名が死亡。
- 2016年（平成28年）4月1日 -西宮市立高木北小学校開校に伴い、校区を変更（伏原町・薬師町・林田町1～8番、10番、11番・野間町を分離、大森町の一部を編入）。

## 進路状況
ほとんどの児童は西宮市立瓦木中学校（高木小学校の校区全てが、瓦木中学校の校区に含まれる）へ進学するが、国私立中学校へ進学する児童もいる。

## 通学区域が隣接している学校
- 西宮市立高木北小学校
- 西宮市立樋ノ口小学校
- 西宮市立瓦林小学校
- 西宮市立瓦木小学校
- 西宮市立深津小学校
- 西宮市立平木小学校
- 西宮市立広田小学校
- 西宮市立甲東小学校